# Erodione, Asincrito e Flegone

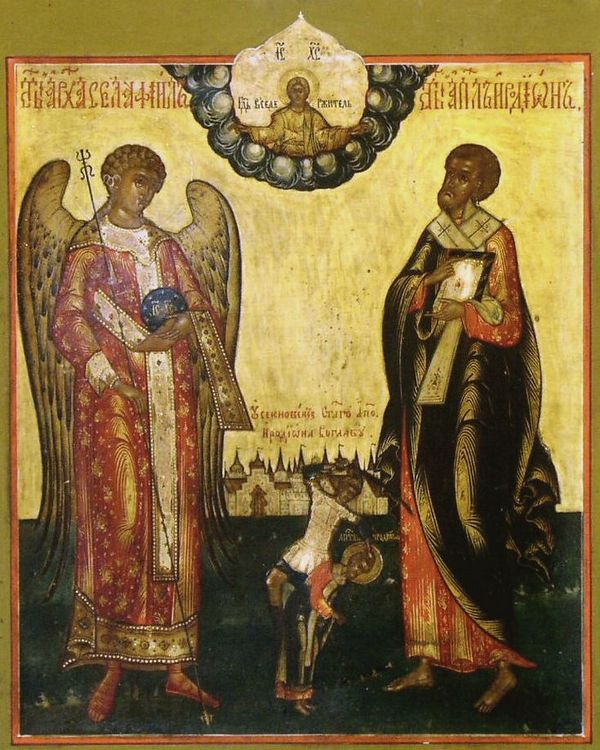
Erodione e l'arcangelo Selatiel (1840, Russia).

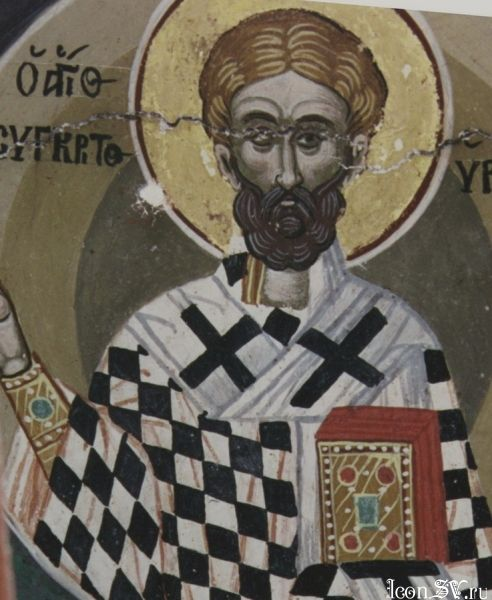
Asíncrito di Ircanide.

Erodione, Asíncrito e Flégone (fl. I secolo) sono tre personaggi biblici, discepoli di san Paolo, venerati come santi da tutte le Chiese cristiane che ammettono il culto dei santi.

## Agiografia
Erodione, Asíncrito e Flégone sono tre discepoli menzionati da Paolo di Tarso nei saluti finali della lettera ai Romani 16,11-14.
Nella tradizione cristiana successiva, questi tre personaggi furono inclusi nella lista dei Settanta discepoli di cui parla il vangelo di Luca 10,1-24 e contestualmente furono fatti vescovi di antiche sedi vescovili. In particolare:
- Erodione, originario di Tarso, seguì l'apostolo Paolo nella sua prigionia a Roma e dopo divenne vescovo di Patrasso,[3] dove subì il martirio;[4] secondo la lista dei Settanta discepoli attribuita allo pseudo-Ippolito di Roma, Erodione sarebbe stato vescovo di Tarso,[5] non di Patrasso;[6]
- Asíncrito è menzionato come vescovo di Ircanide nella Lidia;[7][8][9]
- Flégone (o Flegonte) è invece indicato come vescovo di Maratona.[10][11]

## Culto
Nella tradizione agiografica bizantina e in quella della Chiesa latina i santi Erodione, Asíncrito e Flégone sono commemorati l'8 aprile. Nel Martirologio Romano sono celebrati con queste parole:
(Martirologio Romano. Riformato a norma dei decreti del Concilio ecumenico Vaticano II e promulgato da papa Giovanni Paolo II, Città del Vaticano, 2004, p. 312)